# Biserica „Sfântul Arhanghel Mihail” din Visoca
Biserica „Sf. Arhanghel Mihail” cu turnul-clopotniță este o biserică amplasată în Visoca, raionul Soroca, Republica Moldova. Este un monument arhitectural de importanță națională inclus în Registrul monumentelor Republicii Moldova ocrotite de stat cu nr. 524 (raionul Dondușeni). Datează din 1826.